# کاروانسرای شاه‌قدم
کاروانسرای شاه قدم مربوط به دوره قاجار است و در قزوین، خیابان مولوی، پایین تراز تقاطع شهید انصاری واقع شده و این اثر در تاریخ ۱۱ مرداد ۱۳۸۴ با شمارهٔ ثبت ۱۲۶۱۱ به‌عنوان یکی از آثار ملی ایران به ثبت رسیده‌است.